# 奎屯 (奎屯区)
奎屯（羅馬化：Kuytun）是俄罗斯伊尔库茨克州的工人村（市级镇）、奎屯区行政中心，位于州西南部，在州府伊尔库茨克西北方。
名称来自布里亚特语，含义可解释为“寒冷”。该地2021年人口有9,379人；2010年人口10,097；2002年人口10,847；1989年人口11,137。